# Bagotville (Australie)
Pour les articles homonymes, voir Bagotville.
Bagotville est un village australien situé dans la zone d'administration locale du comté de Ballina, dans la région des Rivières du Nord dans l'État de Nouvelle-Galles du Sud, en Australie.
Bagotville se trouve au sud de Ballina et à l'est de la Lismore.
En 2016, la population s'élevait à 49 habitants;